# Свидовецький заказник
Свидовецький — гідрологічний заказник місцевого значення в Україні. Розташований у межах Бобровицької міської громади та Новобасанської сільської громади Ніжинського району Чернігівської області між селами Свидовець, Веприк, Вороньки, Козацьке, Білоцерківці, Новий Биків.
Площа — 893 га. Статус присвоєно згідно з рішенням Чернігівського облвиконкому від 24.12.1979 року № 561. Перебуває у віданні Свидовецької та Веприцької сільських рад.
Охороняється частина заплави річки Супій з водно-болотними угіддями та лісовою рослинністю. Заказник має значне екологічне та рекреаційне значення для збереження природного режиму річки, є регулятором гідрологічного режиму прилеглих територій. 
Територія заказника важлива для збереження близько 40 видів флори та фауни, які занесені в охоронні списки додатків Бернської конвенції, а також рідкісних оселищ. Заказник входить до складу об'єкта Смарагдової мережі «Заплава Супою» (код UA0000237). Тут зростає жировик Льозеля, занесений до Червоної книги України.
З представників фауни трапляються свиня дика, ондатра, низка видів качок, куликів.
Зафіксовані порушення охоронного режиму - спалювання рослинності та незаконне розорювання.